# Сеннарський султанат
15°39′26″ пн. ш. 32°20′53″ сх. д. / 15.6572° пн. ш. 32.348° сх. д.

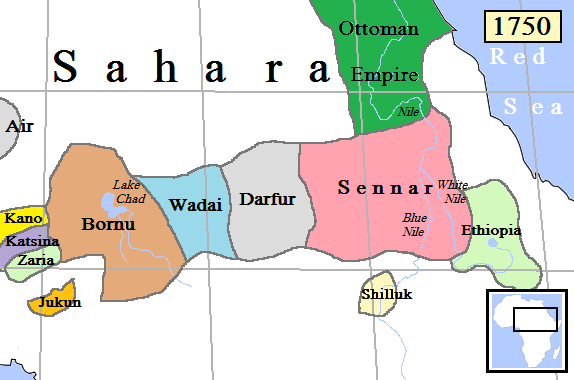
Сеннарський султанат серед сусідніх держав

Сеннарський султанат — феодальна держава XVI-XIX століть у Північно-Східній Африці на території сучасного Судану. Держава виникла початку XVI століття. Засновник — Амара Дунк (1504-1534). Складалася вона з власне Сеннару та підвладних йому територій. У роки розквіту (XVII-XVIII століття) включала долину Нілу від кордону з Єгиптом до гирла Блакитного Нілу, включно з історичним регіоном Кордофан; у цей період також у васальному підпорядкуванні Сеннарському султанату був Дарфурський султанат.
У 1821-1822 роках Сеннар завоювала армія єгипетського паші Мухаммеда Алі.

## Історія
У середині VI ст. Мероїтське царство розпалося на держави Нобатія, Мукурра і Алва. Останній у VII ст. прийняли християнство у монофізитському вигляді. Найбільшого піднесення держави досягли у XII ст. Вони на деякий час навіть об'єдналися завдяки династійної унії. Втім з середини XII ст. починаються політичні та економічні кризи.
Мукурра стикнулася з вторгненнями султанів Аюбідів з Єгипту, що намагалися підкорити та нав'язати іслам. Боротьба тривала до початку 1360-х років, коли Мукурра 1365 року зрештою розпалася на дрібні князівства. Частина з них підпала під зверхність Єгипту, в інші вдерлися арабські та бедуїнські племена. Узбережжя було захоплено Мекканським шаріфатом.
Алва занепадала, можливо, через вторгнення з півдня, посухи і зміну торгових шляхів. У XIV столітті країна могла бути спустошена чумою, а араби племен руфаа почали мігрувати в долину Верхнього Нілу. У XV ст. шейх одного з руфаа Абдалла Джаммою вдерся до Алви, де захопив значну територію, створивши державне утворення Куда. В свою чергу з півдня вдерлися племена фунджі. Зрештою до 1500 року Алва припинила своє існування. Залишилася невеличка частина у вигляді держави Фазуглі. Невдовзі між руфаа та фунджі почалися бойові дії, внаслідок чого перші відступили на північ, де стали відомі як абдалабі. Остаточно фунджі перемогли у 1504 році у битві біля Геллет-Амара, заснувавши Сеннарський султанат.
З самого початку володар Амара Дунк почав розширяти володіння султанату. У 1510-х роках було приєднано державу Аль-Абваб. Після османського завоювання Єгипту в 1517 році Амара Дунк вміло використовував дипломатію, щоб утримати османські армії від подальшого просування Нілом. Для протидії османській експансії в регіоні Сеннар уклав союз з Ефіопією. Амара щорічно платив данину в розмірі 9000 верблюдів Ефіопській імперії. 1526 року османи окупували Суакін, який раніше пов'язували з Сеннаром. Разом з тим Амара Дунк допомогав негусу у війні проти адалського султана Ахмада ібн Ібрагіма. Останній здійснив набіги на кордони Сеннарського султанату, захопивши багато рабів, перш ніж зупинитися біля гірського хребта Така поблизу сучасної Кассали.
Наступний правитель Наїль 1539—1540 роках уклав новий союз з Ефіопією, а також з Португалією. 1541 року спільно з португальцями захопив Суакін. Також підтримав повстання бедуїнського племені бану-умар у Верхньому Єгипті.
Його наступник Абд аль-Кадір I навернувся в іслам. 1554 року зайняв гірську область Мойя у південному Кордофані, області Сакаді в Гезіру на півдні та землі Бадуюн на півночі. 1555 року зіткнувся з загрозою з боку абісинський бейлербей Оздемір-паша спробував пройти вгору за течією Нілу, щоб завоювати Сеннар, але зазнав невдачі. Проте до 1570 року османи за підтримки племені абдалабі закріпилися в Каср-Ібрімі в Нижній Нубії, найімовірніше, це був превентивний крок для захисту Верхнього Єгипту від можливого вторгнення Сеннару.
1585 року султан Дакін стикнувся з новим османським вторгненням. Ворог зумів просунутися до третього порогу Нілу, а згодом спробували завоювати Донголу, але в 1585 році сеннарське військо здобуло перемогу в битві при Ханніку. За цим було захоплено східні землі Абісинського еялету. 1589 року за правління Таїба I поле битви, яке розташовувалося трохи південніше від третього порогу Нілу, стало кордоном між Османською імперією та Сеннарським султанатом. Зникнення османської загрози зробило сеннаро-ефіопський союз непотрібним, і відносини між двома державами погіршилися.
За панування Унсала I владу в державі фактично Аджіб аль-Манджилак, шейх арабського племені абдалабі. 1604 року султана було повалено, що спричинило вторгнення ефіопського негуса Сусеньйоса I. 1606 року черговий султан Абд аль-Кадір II втратив трон через зміцнення союзу з Ефіопією, чому протидіяла мусульманська знать. Черговий султан Адлан I у війні 1607—1611 року здолав плем'я абдалабі.
Баді I уклав мирний договір із синами Аджиба, погодившись фактично розділити державу. Абдалабі отримали усе на північ від злиття Блакитного та Білого Нілу, яким вони правили як васали. Султан втратив прямий контроль над більшою частиною свого королівства. Разом з тим почав війну проти Ефіопії, що тривала до 1620 року, коли султан Рабат I уклав мирний договрі, що загалом підтверджував статус-кво. В подальші роки Рабат I приділяв пильну вагу зміцненню влади над нубійцями та кочівниками. Також заклав будівництво великої мечеті в своїй столиці. Тривалий мир сприяв еконмоічному та культурному піднесенню держави.
Активну зовнішню політику проводив султан Баді II, що захопив державу Такалі в Нубійських горах, потім увесь Кордофан. 1650 року зайняв область Білого Нілу, завдавши поразки арабським племенам абдалабі, в результаті чого було ліквідовано його напівнезалежний статус. Також захоплено північ держави Шиллуки. До середини 1650-х років переміг дарфурського султана Мусу, який визнав зверхність Сеннару.
1685 року Унсал II зумів захопити державу Фазуглі на півдні, отримавши владу над багатими золотоносними областями. Втім невдовзі країна зазнала потужної посухи, голоду і великої епідемії віспи у 1680-х роках, що завдали потужного удару по господарству, зменшивши населення та послабивши військову потугу Сеннарського султанату. Війна 1699—1705 років за панування Баді III ще більше послабило державу. Знову політичної ваги стало набувати плем'я абдалабі.
З часів султана Нула відбувається посилення знатті та улемів. Але вже Баді IV став проводити централізаторську політику, обмежуючи вищу та місцеву знать, улемі. Це викликало повстаня у Кордофані, яке довелося придушувати до 1753 року. Водночас у 1738 і 1744 року успішно воював з Ефіопією. Але регулярні збройні сутички з негусом Іясу II тривали до 1755 року. Ці успіхи значно підняли авторитет Баді IV. Але проти останнього 1762 року повстав Мухаммад Абу аль-Кайлік (з роду Хамадж), намісник Кордофану, який повалив султана, поставивши на трон його сина Насіра. Фактичну владу перебрав аль-Кайлік, що прийняв титул візиря.
Але всевладдя аль-Кайліка та його синів спричинило численні повстання усією країною. 1772 року відпав центральний Кордофан. 1776 року новий султан Адлан II почав боротьбу з кланом Хамадж, що ще більше підірвало військову та економічну потугу султанату. В цій війні султан отримав допомогу племені абдалабі. Південні та центральні районі контролював візир Баді уад Раджаб з клану Хамадж. Цією боротьбою скористався мамлюк Ібрагім-бей, що захопив Донголу. Також 1789 року Адлан II ззанав ніщивної поразки й загинув. Владу знову захопив рід Хамадж.
Але абдалабі продовжували спротив центральній владі. 1791 року відпали землі, населені тигре, де утворилися держави Така і Бутана. 1792 року повстали численні племена, що підтримували різних претендентів на трон, а також боролися з родом Хамадж. 1798 року почалася також боротьба між представниками клану Хамадж. 1804 року столицю Сеннар було значно сплюндровано та частково зруйновано. 1811 року мамлюк Ібрагім-бей створив у Донголі власну державу. Але це спричинило конфлікт з Мухаммедом Алі, володарем Єгипту. 1821 року війська останнього практично без суттєвого спротиву захопили Сеннар. Останнього правителя Баді VII було відправлено до Каїру, а Сеннарський султанат приєднано до володінь Мухаммеда Алі.

## Населення
Етнічне ядро Сеннару становили фунги. Етнічна приналежність фунгів досі залишається предметом суперечок. За різними теоріями вони були нубійцями або шиллуками. Жили також нубійці, араби, беджа та інші народи.
На початку існування держави переважали нубійські мови. На північному заході панувала арабська мова, яка втім стала мовою офіційних документів та торгівлі. Протягом історії Сеннару арабська мова поступово вистіснила нубійські мови із загального вжитку. Наприкінці XVII ст. арабська мова стала пануючою при султанському дворі. Наприкінці XVIII ст. нубійськими мовами розмовляли народив районі 5 порогу Нілу та дещо південніше нього. Значний вплив нубійська мова зберігала в Кордофані. Також була поширена на півдні мова фунг, що зазнала значного впливу арабської.

## Устрій

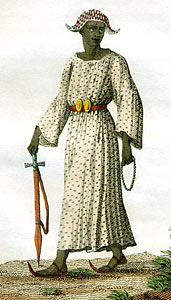
Султан Сеннару, 1821

Була монархією, де макк (султани) мали вищу політичну, військову та судову владу. Термін «макк» походить від мероїтського слова мек — господарь. Але також значну вагу мала рада з 20 старійшин, що була наділена правом голосу в державних рішеннях. З посиленням ісламізації держави стала називатися Великою шурою.
Найближчим помічником макка був візир (амін) та джунді, який контролював ринок і виконували обов'язки командувача державної поліції та розвідувальної служби. Ще одним високим судовим чиновником був сід аль-кум (султанський охоронець і кат). Тільки йому дозволялося проливати монаршу кров, оскільки йому було доручено вбивати всіх братів щойно обраного короля, щоб запобігти війнам за трон.
Держава була розділена на кілька провінцій, якими керував манджил. Кожна з цих провінцій була розділена на підпровінції, кожна з яких підпорядковувалася своєму відповідному манджилу. Найважливішим манджилом був манджил абдаллабі, за ним йшли племена на Білому Нілі, манджили регіону Блакитного Нілу. Манджили під тиском султана змушені були одружуватися з представницею правлячої династії, чим скріплювалася їх вірність. Член династії також завжди перебував поруч з ними, спостерігаючи за діями манджила. Крім того, манджили повинні були щороку їздити до Сеннару, щоб сплатити данину та звітувати про свої вчинки.
Саме Баді II місто Сеннар став столицею держави, і саме тоді з'явилися письмові документи щодо адміністративних питань, найстаріший з яких датується 1654 роком.

## Суспільство
На чолі стояв султан, що мав також сакральну владу. Він мав сотні дружин і проводив більшу частину свого правління в палаці, відокремлений від своїх підданих і підтримуючи контакт лише з кількома сановниками. Заборонялося бачити, як він їсть. У рідкісних випадках він з'являвся на публіці лише у вуалі та з великою пишнотою. Високий статус також мали слени правлячої родини.
Наступним за значущістю були вожді, шейхи племен народів, що населяли султанат. Саме вони в перш за все володіли землею, худобою, очолювали власні загони, обіймали посади манджилів. В часи занепаду активно втручалися у боротьбу за трон.
Значний статус мали військовіки, оскільки султанат був войовничою державою. також військо застосовувалося у внутрішніх конфліктах. Слідом йшли торгівці, ремісники, землероби і скотарі. Процвітаюча торгівля створила багатий клас освічених купців, що стали активно долучатися у політичну боротьбу. Найнижчий статус мали залежні селяни та раби.

## Військо
Армія Сеннара була феодальною. Кожен знатний дім міг виставити військовий підрозділ, потужність якого вимірювалася його вершниками. Населення, хоча загалом було озброєне, рідко викликалося на війну, у випадках крайньої потреби. Більшість воїнів були рабами, яких традиційно захоплювали під час щорічних набігів рабів, що називалися салатія, спрямованих на немусульман в Нубійських горах.

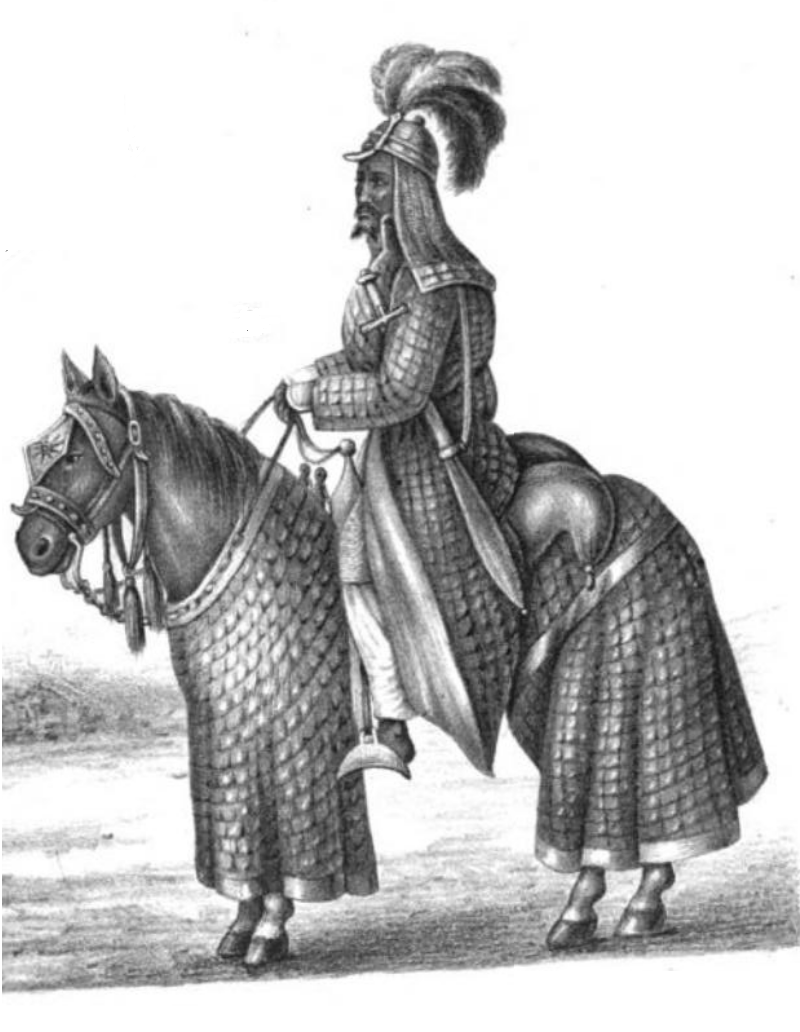
Важкий вершник Сеннару

Армія поділялася на піхоту, на чолі якої стояв мукаддам аль-кававід, та кінноту під орудою мукаддама аль-хайла. Султан зазвичай не керував військом армії в бій, а натомість призначав командира на час кампанії — аміна джайш ас-султан. Баді IV у 1740 році створив елітний підрозділ з рабів-нубійців, що називався Чорні вершники. Це була важка кіннота, у броню були одягнені коні та вояки. Вони забезпечили успішні загарбницькі компанії. Але внаслідок внутрішнього боротьби за трон до 1808 року вони фактично були знищені.
На самому своєму піднесенні султанат міг зібрати близько 5 тис. вершників, тоді як у 1772 році Джеймс Брюс підрахував, що легкоозброєні воїни-раби, які воювали як піхота, становили близько 14 тис. осіб. Нерегулярна кіннота з бедуїн та арабів мала власного очільника — акіда або каїда. Також використовувалися найманці шиллуків та динка.

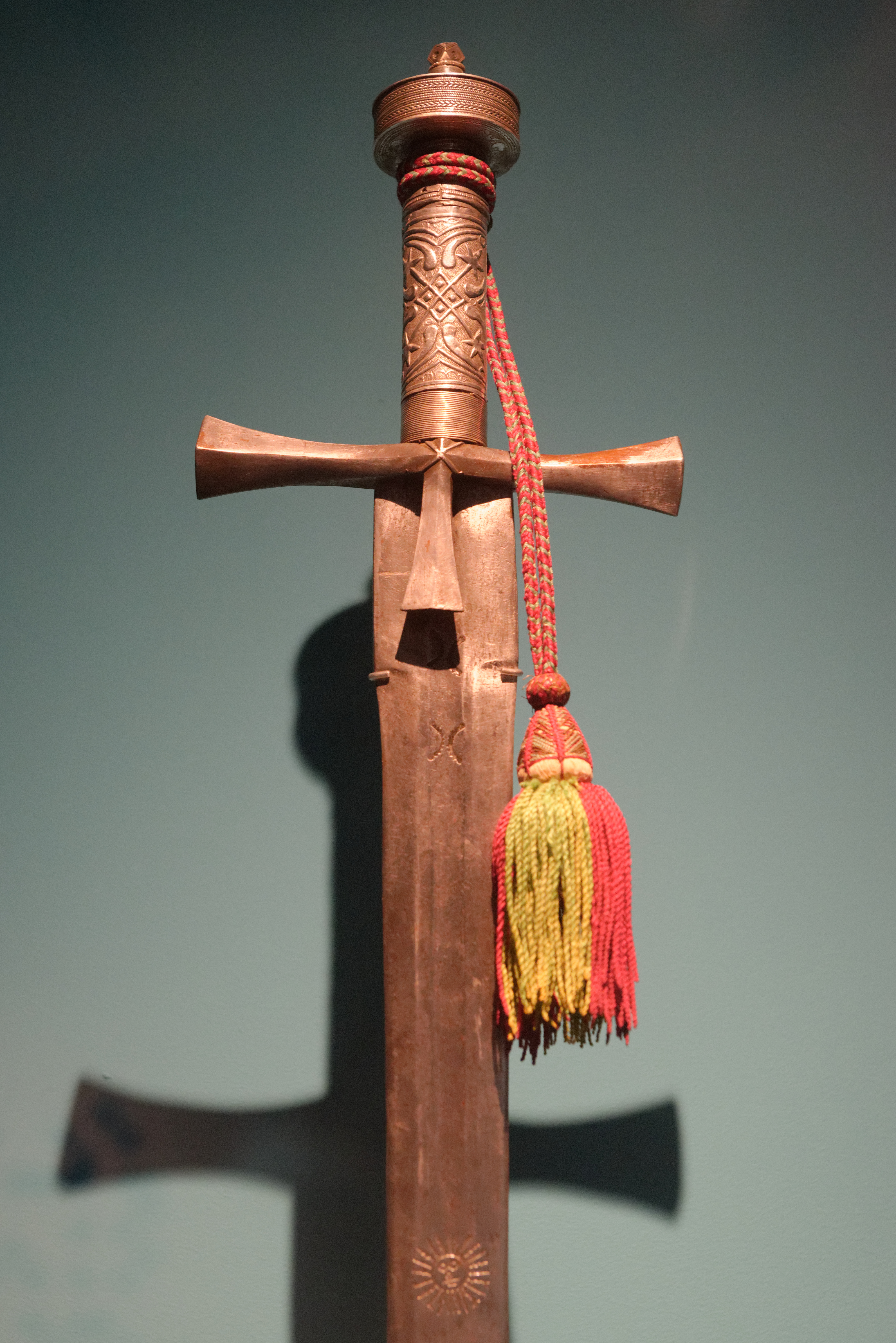
Меча макка Насіра

Озброєння складалося з колючих списів, метальних ножів, дротиків, шкіряних щитів і, найголовніше, довгих мечів, якими можна було триматися двома руками. Обладунки складалися зі шкіри або ковдр, а також кольчуги, а руки були захищені шкіряними рукавичками. На головах носили залізні або мідні шоломи. Коні також були в обладунках: товсті ковдри, мідні головні убори та нагрудники. Хоча обладунки також виготовлялися на місці, іноді їх також імпортували.
Баді III намагався модернізувати армію, імпортуючи вогнепальну зброю та навіть гармати, але після його смерті вони швидко були забуті не лише тому, що імпорт був дорогим та ненадійним, але й тому, що традиційно озброєна еліта боялася за свою владу. До самого існування султаната вогнепальною зброю мали окремі невеличкі загони вояків.

## Соціально-економічний розвиток
Поряд з феодальними відносинами зберігався рабовласницький устрій, а на околицях султанату — родоплемінні відносини. Основу становило землеробство, особливо на півдні та уздовж Нілу. Також розвинене було скотарство, вирощували велику та дрібну рогату худобу, верблюдів та коней. Значним прибуток скарбниця мала від добування корисних копалень, насамперед золота. Поширеним було річкове рибальство, але овно мало місцеве значення.
Багатство та влада султанів довго ґрунтувалися на контролі над економікою. Усі каравани контролювалися монархом, як і постачання золота, яке функціонувало як основна валюта держави. Значні доходи надходили від митних зборів, що стягувалися з караванних маршрутів, що вели до Єгипту та портів Червоного моря, а також з паломницького руху із Західного Судану. Наприкінці XVII ст. почалася торгівля з Османською імперією, що призвело до притоку золотих та срібних монет, внаслідок чого розвинулася нерегульована ринкова система, і султани втратили контроль над ринком на користь нового торговельного середнього класу. Іноземні валюти стали широко використовуватися купцями, підриваючи спроби монарха ретельно контролювати економіку. Султанат також робив усе можливе, щоб монополізувати работоргівлю з Єгиптом, зокрема завдяки щорічному каравану до тисячі рабів.

## Релігія
Офіційно державною релігією був іслам суннітського змісту. На початку основне населеня сповідувало поганство чи християнство монофізитського напрямку. Також існували прихильники синкретизму християнства і народних поганських вірувань. Прийняття ісламу було лише номінальним, і, фактично, фунджі навіть затримали ісламізацію Нубії, оскільки вони тимчасово зміцнили африканські сакральні традиції.
Поширеним була віра у чаклунство. Вважалося, що султан здатен виявляти чаклунство. Вважалося, що ісламські талісмани, написані мовою сеннар, мають особливу силу через близькість до султана.
Тривалий час серед населення навіть основи ісламської віри не були широко відомі. Свинина та пиво вживалися як основні продукти харчування по всій території держави, смерть важливої особи оплакували за старовинними народними звичаями — спільними танцями, самокаліченням та валянням у попелі святкового вогнища. До кінця XVII ст. султан і більша чатсина знаті, окрім арабської, загалом не дотримувалися норм ісламу.
Донгола як значний християнський центр була значною мірою ісламізована на початку XVI ст. через прибуття переважно арабів та бедуїнів з Єгипту. Але на південь від Донголи ще у 1742 році було зафіксовано значні християнські громади. Регіон Фазуглі залишався християнським до початку 1770-х років, Тігре — до самого припинення Сеннарського султанату. Ритуали, що випливають з християнських традицій, пережили навернення до ісламу і практикувалися навіть за єгипетського панування в Судані.
Султанат також служив проміжною територією для ефіопських християн, які подорожували до Єгипту та Святої Землі, а також для європейських місіонерів, які подорожували до Ефіопії.

## Культура
Прикладів сеннарської архітектури збереглося небагато, вони дуже рідко стають об'єктом розкопок. Серед архітектурних пам'яток особливо варті уваги кубби — мавзолеї святих людей. Є кілька фортець і мечеті в різних містах. Житлові будівлі були здебільшого збудовані з глиняної цегли та мали прямокутну форму з пласким дахом, хоча були й склепіння. 
За Амара II було зведено численні медресе для поліпшення ісламської освіти, відя ких майже нічого не залишилося на тепер. За Рабата I у 1640-х роках було фундовано джуму-мечеть у столиці.
Баді I активно сприяв переселенню до султанату суфіїв та знавчів з ісламського права. Цей султан та його наступники заохочували розповсюдження ісламської освіченості, що стало виражатися не лише в залученні вчителів до Сеннару, а й у відправленні підданих на навчання, насамперед до Єгипту. Є відомості про створення в університеті Аль-Азхар Сеннарського ривака (приміщення для мешканя вихідців з однієї країни чи місцевості).
Література переважно відбилася в придворній поезії, де домінували жанри мадх (панегирик) та риса (посмертна елегія). Відомими поетами були Алі валад аш-Шафія («Аль-Мізан аль-Хідрія» — «Ваги Хідра»), Абд ан-Нур ібн Аб'яд, Муса валад Якуб аль-Фадлі аль-Васікі, Мухаммад аль-Хамім ар-Рікабі, Ісмаїл Сагіб ад-Даклаші, Фарах вад Тактук.

## Список правителів
| Період правління | Правитель                             |
| 1504 — 1534      | Амара Дунк ібн Адлан                  |
| 1534 — 1551      | Наїль                                 |
| 1551 — 1558      | Абд аль-Кадір I                       |
| 1558 — 1569      | Умара Абу Сакайкін                    |
| 1569 — 1586      | Дакін                                 |
| 1586 — 1588      | Даура                                 |
| 1588 — 1592      | Таїб I (Табль)                        |
| 1592 — 1604      | Унсал I                               |
| 1604 — 1606      | Абд аль-Кадір II                      |
| 1606 — 1611      | Адлан I                               |
| 1611 — 1616      | Баді I (Сід аль-Ком)                  |
| 1616 — 1645      | Рабат I                               |
| 1645 — 1680      | Баді II (Абу Дігна)                   |
| 1680 — 1692      | Унсал II ібн Насір                    |
| 1692 — 1716      | Баді III                              |
| 1716 — 1720      | Унсал III                             |
| 1720 — 1724      | Нул                                   |
| 1724 — 1762      | Баді IV (Абу Шеллук)                  |
| 1762 — 1769      | Насір                                 |
| 1762 — 1768      | Хамаг Мухаммед Абу-ль-Кайлік (регент) |
| 1769 — 1776      | Ісмаїл                                |
| 1776 — 1788      | Адлан II                              |
| 1780 — 1786      | Раджаб улад Мухаммед (регент)         |
| 1788 — 1789      | Авкал                                 |
| 1789 — 1790      | Таїб II                               |
| 1788 — 1798      | Насір улад Мухаммед (регент)          |
| 1790             | Баді V ібн Дакін                      |
| 1790             | Рубат II                              |
| 1790 — 1791      | Наввар                                |
| 1791 — 1798      | Баді VI                               |
| 1798 — 1805      | Ранфі                                 |
| 1798 — 1805      | 3 регенти                             |
| 1805 — 1821      | Баді VII                              |